# Charles Thomu
Charles Thomu (24 gennaio 1999) è un calciatore malawiano, portiere dei Silver Strikers.

## Carriera

### Club
Dal 2019 gioca per il Silver Strikers in TNM Super League, la massima divisione del calcio malawiano.

### Nazionale
Nel dicembre del 2021 viene incluso nella lista finale dei convocati della Coppa delle nazioni africane 2021; debutta il 18 gennaio nel match della fase a gironi contro il Senegal.

## Statistiche
Statistiche aggiornate al 4 gennaio 2022.

| Cronologia completa delle presenze e delle reti in nazionale ― Malawi | Cronologia completa delle presenze e delle reti in nazionale ― Malawi | Cronologia completa delle presenze e delle reti in nazionale ― Malawi | Cronologia completa delle presenze e delle reti in nazionale ― Malawi | Cronologia completa delle presenze e delle reti in nazionale ― Malawi | Cronologia completa delle presenze e delle reti in nazionale ― Malawi | Cronologia completa delle presenze e delle reti in nazionale ― Malawi | Cronologia completa delle presenze e delle reti in nazionale ― Malawi |
| Data                                                                  | Città                                                                 | In casa                                                               | Risultato                                                             | Ospiti                                                                | Competizione                                                          | Reti                                                                  | Note                                                                  |
| --------------------------------------------------------------------- | --------------------------------------------------------------------- | --------------------------------------------------------------------- | --------------------------------------------------------------------- | --------------------------------------------------------------------- | --------------------------------------------------------------------- | --------------------------------------------------------------------- | --------------------------------------------------------------------- |
| 18-1-2022                                                             | Bafoussam                                                             | Malawi                                                                | 0 – 0                                                                 | Senegal                                                               | Coppa d'Africa 2021                                                   | -                                                                     | 83’                                                                   |
| 24-3-2023                                                             | Il Cairo                                                              | Egitto                                                                | 2 – 0                                                                 | Malawi                                                                | Qual. Coppa d'Africa 2023                                             | -2                                                                    |                                                                       |
| Totale                                                                |                                                                       | Presenze                                                              | 2                                                                     |                                                                       | Reti                                                                  | -2                                                                    |                                                                       |

## Palmarès

### Club

#### Competizioni nazionali
- Coppa del Malawi: 1

Silver Strikers: 2021